# Cycle Collstrop

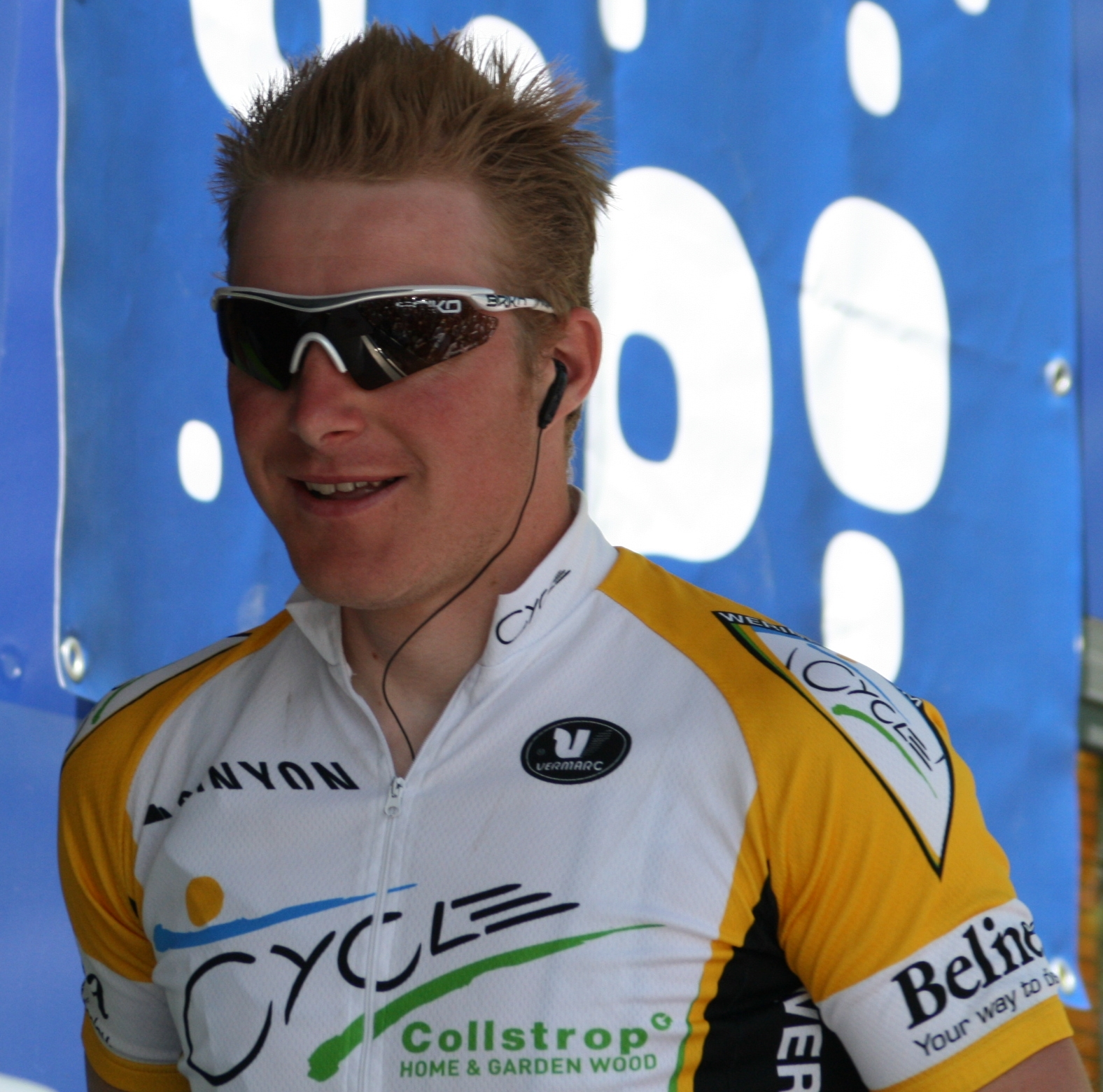
Matthé Pronk im Cycle Collstrop-Trikot

Cycle Collstrop war ein schwedisch-belgisches Radsportteam.
Die Mannschaft wurde 2008 als Professional Continental Team gegründet und war Nachfolger des ProTeams Unibet.com. Die Sportliche Leitung um Jacques Hanegraaf, Hilaire van der Schueren und Philippe Roodhooft und sechs Fahrer wurden von der alten Mannschaft übernommen. Ende der Saison 2008 wurde die Mannschaft wieder aufgelöst.

## Saison 2008

### Erfolge in den Continental Circuits
Bei den Rennen des UCI Continental Circuits gelangen dem Team nachstehende Erfolge.
| Datum       | Rennen                                    | Fahrer         |
| ----------- | ----------------------------------------- | -------------- |
| 10. Februar | 5. Etappe Étoile de Bessèges              | Borut Božič    |
| 15. Juni    | 2. Etappe Delta Tour Zeeland              | Borut Božič    |
| 18. Juni    | Usbekische Meisterschaft – Straßenrennen  | Sergey Lagutin |
| 29. Juni    | Slowenische Meisterschaft – Straßenrennen | Borut Božič    |

### Mannschaft
| Name                   | Geburtstag        | Nationalität | Team 2009                    |
| ---------------------- | ----------------- | ------------ | ---------------------------- |
| Borut Božič            | 8. August 1980    | Slowenien    | Vacansoleil                  |
| Tom Criel              | 6. Juni 1983      | Belgien      | Topsport Vlaanderen-Mercator |
| Bas Giling             | 4. November 1982  | Niederlande  | Team Designa Køkken          |
| Michał Gołaś           | 29. April 1984    | Polen        | Amica Chips-Knauf            |
| Sergei Kolesnikow      | 10. März 1986     | Russland     | Moscow                       |
| David Kopp             | 5. Januar 1979    | Deutschland  | Dopingsperre                 |
| Sergey Lagutin         | 14. Januar 1981   | Usbekistan   | Vacansoleil                  |
| Marco Marcato          | 11. Februar 1984  | Italien      | Vacansoleil                  |
| Lucas Persson          | 16. März 1984     | Schweden     | Team Capinordic              |
| Matthé Pronk           | 1. Juli 1974      | Niederlande  | Vacansoleil                  |
| Sergei Rudaskow        | 21. Juni 1984     | Russland     | CSK VVS Samara               |
| Mirko Selvaggi         | 11. Februar 1985  | Italien      | Amica Chips-Knauf            |
| Raynold Smith          | 20. November 1985 | Südafrika    |                              |
| Gil Suray              | 29. August 1984   | Belgien      | Roubaix Lille Métropole      |
| Kenny Van Der Schueren | 20. Juli 1982     | Belgien      | Palmans-Cras                 |
| Troels Vinther         | 24. Februar 1987  | Dänemark     | Team Capinordic              |
| Steffen Wesemann       | 11. März 1971     | Schweiz      | Karriereende                 |

## Platzierungen in UCI-Ranglisten
UCI Asia Tour
| Saison | Mannschaftswertung | Fahrerwertung        |
| ------ | ------------------ | -------------------- |
| 2008   | 15.                | Sergey Lagutin (10.) |